# Kaitlyn Farrington
Kaitlyn Farrington (* 18. Dezember 1989 in Hailey, Idaho) ist eine ehemalige US-amerikanische Snowboarderin. Sie startet meistens in der Disziplin Halfpipe, seltener im Slopestyle.

## Werdegang
Farrington wuchs auf einer Farm in Bellevue, Idaho auf und tritt seit 2001 in Snowboardwettbewerben an. Sie ist Mitglied der US-amerikanischen Nachwuchsmannschaft. Von ihr stammt der Ausspruch: "If everything seems under control, you must not be going fast enough!" – „Wenn es so aussieht, als sei alles unter Kontrolle, dann fährst du nicht schnell genug!“
2006 und 2007 startete Farrington nur bei FIS-Rennen in den USA und konnte dabei mit einem Sieg am Mount Bachelor (Oregon) im Slopestyle, zwei zweiten, drei dritten und – bis auf ein Rennen – Platzierungen unter den ersten zehn überzeugen. Im März 2007 bei ihrem ersten Start im  Weltcup in Lake Placid gelang ihr gleich ein beachtlicher 15. Platz (Halfpipe). In der darauffolgenden Saison  2007/2008 startete sie nur bei drei Wettbewerben, in Stoneham, Calgary und Saas-Fee, ihr gelang aber ein weiterer Sieg in einem FIS-Rennen, wieder in Oregon, diesmal in Mount Hood Meadows und in der Disziplin Halfpipe. Am Ende der Saison wurde sie Vizeweltmeisterin in der Halfpipe bei den Juniorenweltmeisterschaften (FIS Junior World Championships) in Valmalenco.
Beim Auftakt zur Saison 2008/09 schaffte sie mit dem sechsten Platz im neuseeländischen Cardrona ihre erste Top-Ten-Platzierung im Weltcup. Auch im Februar in Stoneham gelang ihr mit Rang sieben wieder eine Top-Platzierung. Bei den Junioren-Weltmeisterschaften 2009 in Nagano erreichte Farrington Rang sechs in der Halfpipe. In den folgenden drei Jahren ging sie nicht im FIS-Weltcup an den Start. Lediglich im NorAm Cup kam sie noch zum Einsatz. Im NorAm Cup gelang ihr in Copper im Dezember 2010 ein deutlicher Sieg.
Zurück im Weltcup zur Saison 2012/13 startete Farrington in Cardrona erneut erfolgreich und erreichte Rang acht. Im Januar 2013 fuhr sie in Copper Mountain mit Platz fünf ihr bis dahin bestes Weltcup-Resultat ein. Bei den Snowboard-Weltmeisterschaften 2013 in Stoneham verpasste Farrington als Vierte nur knapp eine Medaille. Im Februar 2013 stand sie als Dritte in Park City erstmals auf einem Weltcup-Podium.
Am 12. Februar 2014 konnte sich Kaitlyn Farrington olympisches Gold in der Halfpipe bei den Winterspielen in Sotschi sichern und feierte damit ihren ersten großen internationalen Titel. Dabei hatte sie sich vor den Spielen dazu entschlossen, nicht mit dem Team USA zu reisen und unabhängig zu trainieren und zu starten.
Im Januar 2015 gab sie überraschend mit nur 25 Jahren ihr Karriereende bekannt. Als Begründung gab sie an, dass sie unter einer chronischen Spinalstenose leidet.

## Erfolge
- 2008 Vizejuniorenweltmeisterin Halfpipe
- 2014 Olympiasiegerin Halfpipe